# チームNIII 3rd Stage「誇りの丘」
『チームNIII 3rd Stage「誇りの丘」』（チームエヌスリー サードステージ ほこりのおか）は、NGT48チームNIII劇場公演の3rd Stageである。

## 概要
NGT48チームNIIIの3rd公演であり、2017年9月に導入された『ぱちスロAKB48 勝利の女神』とのタイアップにより、リリースに先駆けて同機に搭載されるAKB48 チームサプライズによる楽曲を中心に構成されている。本公演はチームサプライズのために書き下ろされたものであり、NGT48にとっての完全なオリジナル公演ではないものの、NGT48としてオリジナルの衣装やダンス・演出が取り入れられており、劇場支配人（当時）の今村悦朗は「ほぼオリジナル」公演と表現している。チームNIIIメンバー16名に加え、2名の「研究生枠」が設けられており、ユニット曲とアンコール曲に出演する。

## 公演内容

### 曲目
1. overture（NGT48 ver.）
（作編曲：尾澤拓実、歌：TAZ）
全NGT48公演共通である。
2. 誇りの丘
（作詞：秋元康、作曲：つじたかひろ、編曲：野中“まさ”雄一）
3. あなたの代わりはいない
（作詞：秋元康、作曲・編曲：渡辺和紀）
4. やさしさに甘えられない
（作詞：秋元康、作曲：つじたかひろ、編曲：野中“まさ”雄一）
5. 左の腕で連れ去って…[4][5]
（作詞：秋元康、作曲：田辺恵二、編曲：華原大輔）
6. 残酷な雨
（作詞：秋元康、作曲：和泉一弥、編曲：佐々木裕）
7. ラスベガスで結婚しよう
（作詞：秋元康、作曲・編曲：藤野翔之）
8. 下衆な夢
（作詞：秋元康、作曲：すみだしんや、編曲：野中“まさ”雄一）
9. 話し相手は冷蔵庫
（作詞：秋元康、作曲：上田晃司、編曲：若田部誠）
10. 祈りはどんな未来もしあわせに変える
（作詞：秋元康、作曲・編曲：依光輝久）
11. 君のニュース
（作詞：秋元康、作曲・編曲：渡辺和紀）

アンコール
1. 青春時計
（作詞：秋元康、作曲・編曲：大河原昇）
2. 暗闇求む
（作詞：秋元康、作曲：Mitsu-J_YADAKO、編曲：立山秋航）
→
#好きなんだ
（作詞：秋元康、作曲：伊藤心太郎、編曲：太田貴之）
3. みどりと森の運動公園
（作詞：秋元康、作曲：伊藤心太郎、編曲：野中“まさ”雄一）

### 演出
- 「ラスベガスで結婚しよう」の振り付けを担当したのは、元AKB48・元NMB48の梅田彩佳である[6]。

## NGT48 チームNIII 3rd Stage「誇りの丘」公演
北原キャプテン
- 公演期間：2017年7月2日 - 2018年6月23日
- 出演メンバー
  - 荻野由佳・小熊倫実・柏木由紀・加藤美南・北原里英・佐藤杏樹・菅原りこ・高倉萌香・太野彩香・中井りか・西潟茉莉奈・長谷川玲奈・本間日陽・村雲颯香・山口真帆・山田野絵・（研究生枠2名[注 1]）
- ユニット曲担当
  - 左の腕で連れ去って…（佐藤・菅原・中井・研究生枠[注 2]）
  - 残酷な雨（荻野・柏木）
  - ラスベガスで結婚しよう（西潟・本間・村雲）
  - 下衆な夢（加藤・山田）
  - 話し相手は冷蔵庫（小熊・高倉・太野）
  - 祈りはどんな未来もしあわせに変える（北原・長谷川・山口・研究生枠[注 3]）

加藤キャプテン
- 公演期間：2018年6月30日 - 2019年4月21日
- 出演メンバー
  - 安藤千伽奈・荻野・柏木・加藤・佐藤・清司麗菜・高倉・高橋真生・太野・西潟・西村・宮島亜弥・山田・サポートメンバー[注 4]
- ユニット曲担当
  - 左の腕で連れ去って…（加藤・高橋・宮島・菅原）
  - 残酷な雨（高倉・西潟）
  - ラスベガスで結婚しよう（荻野・山田・村雲）
  - 下衆な夢（佐藤・西村）
  - 話し相手は冷蔵庫（加藤・清司・小熊）
  - 祈りはどんな未来もしあわせに変える（安藤・柏木・高倉・太野）

※本公演では、チームNIIIメンバーにサポートメンバーを加えた16人で行われており、加藤と高倉が2曲ずつ担当している。アンコール曲は「世界はどこまで青空なのか?」、「友達でいましょう」、「春はどこから来るのか?」、「Maxとき315号」の4曲になっている。